# ジョンバール分岐点
ジョンバール分岐点（ジョンバールぶんきてん、英: Jonbar hinge 、英: Jonbar pointとも）は、SFの用語である。
特にタイムトラベルに関する物語において、歴史上の重要な一点で時間軸が分岐し、世界が枝分かれして元の世界と平行した別の世界が生まれているという解釈を基に、パラレルワールドが生まれる瞬間を指す。
この用語は、量子力学の考え方に基づいた可変の未来という発想を元に、史上最初に書かれたとされるSF小説ジャック・ウィリアムスンの「航時軍団」（The Legion of Time、1938年）に由来する。
物語本編内では、平穏なユートピア社会「ジョンバール」（Jonbar）とカルト教団的な専制君主が支配するうえ、最後に支配者同士の対戦が原因で人類が絶滅する「ギロンチ」（Gyronchi）という二つの未来世界が存在し、両者とも人間の意志で原子エネルギーを制御・開放する「ダイナト（Dyna Atomic Tensor、原子力学的張律と訳される）/ギレーヌ」という新技術を基に世界が発展したことは同じだが、この技術の発見者が以下のような小さなことで別人となり、それによって全く異なる世界と化している。
| ジョンが拾ったもの | ジョンに与えた影響                                | ジョンの未来                        | ダイナト／ギレーヌの発見                 | 未来世界     |
| ------------------ | ------------------------------------------------- | ----------------------------------- | ---------------------------------------- | ------------ |
| 磁石               | 科学への興味 （最終的にダイナトの発見につながる） | 学校の理科教師 （アマチュア科学者） | ジョン・バール（1980年）                 | ジョンバール |
| きれいな小石       | とくになし                                        | 季節労働者                          | イヴォル・ギロスと仏教の破戒僧（1989年） | ギロンチ     |